# John Savage
John Young (25 de agosto de 1949), conocido como John Savage, es un actor de cine, productor, jefe de producción y compositor estadounidense.

## Carrera
Su primer papel importante fue como Steven en la película de 1978, El cazador, la historia de un grupo de trabajadores del acero durante la guerra de Vietnam . También tuvo un papel protagonista en 1979 de El campo de cebollas, la verdadera historia del policía Karl Hettinger, después de presenciar el asesinato de su pareja. 
Uno de sus papeles más famosos fue como Claude Bukowski en la película Hair (1979). También tuvo un breve papel en la película La delgada línea roja (1998) de Terrence Malick. A finales de 1970, también apareció en Broadway en la obra de David Mamet, American Buffalo, con Robert Duvall.
En los últimos años se ha centrado más en televisión. Él era el personaje recurrente de Donald Lydecker en la primera y segunda temporada de Dark Angel y el capitán Ransom en la segunda parte del episodio "Equinoccio" de Star Trek: Voyager y, finalmente, en Ley y orden - Unidad de víctimas especiales.

## Filmografía

### Cine
| Año  | Título                                                   | Personaje                   | Observaciones              |
| ---- | -------------------------------------------------------- | --------------------------- | -------------------------- |
| 1969 | The Master Beater                                        | Rocco                       |                            |
| 1971 | Love Is a Carousel                                       | Boy Friend                  |                            |
| 1972 | Bad Company                                              | Loney                       |                            |
| 1973 | Steelyard Blues                                          | Kid                         |                            |
| 1973 | The Killing Kind                                         | Terry Lambert               |                            |
| 1974 | The Sister-in-Law                                        | Robert Strong               |                            |
| 1975 | Eric                                                     | Eric Swensen                |                            |
| 1978 | The Deer Hunter (El cazador [Esp])                       | Steven Pushkov              |                            |
| 1979 | Hair                                                     | Claude Hooper Bukowski      |                            |
| 1979 | The Onion Field (El campo de cebollas [Esp])             | Det. Karl Francis Hettinger |                            |
| 1980 | Inside Moves                                             | Roary                       |                            |
| 1981 | Cattle Annie and Little Britches                         | Bittercreek Newcomb         |                            |
| 1981 | The Amateur                                              | Charles Heller              |                            |
| 1983 | Brady's Escape                                           | J.W. Brady                  |                            |
| 1984 | Maria's Lovers                                           | Ivan Bibic                  |                            |
| 1985 | The Little Sister                                        | Tim Donovan                 |                            |
| 1986 | Vengeance of a Soldier (La venganza de un soldado [Esp]) | Frank Morgan                |                            |
| 1986 | Salvador                                                 | John Cassady                |                            |
| 1987 | Hotel Colonial                                           | Marco Venieri               |                            |
| 1987 | Beauty and the Beast (La bella y la bestia [Esp])        | Bestia / Príncipe           |                            |
| 1987 | Caribe                                                   | Jeff Richardson             |                            |
| 1988 | The Beat                                                 | Frank Ellsworth             |                            |
| 1989 | Point of View                                            |                             |                            |
| 1989 | Do the Right Thing                                       | Clifton                     |                            |
| 1990 | Any Man's Death                                          | Leon Abrahams               |                            |
| 1990 | Voice in the Dark                                        | Dan Montgomery              |                            |
| 1990 | The Godfather Part III (El padrino – Parte III [Esp])    | Padre Andrew Hagen          |                            |
| 1990 | Ottobre rosa all'Arbat                                   | Boris                       |                            |
| 1991 | Favola crudele (Dark Tale [Ing])                         | Roy Kramer                  |                            |
| 1991 | Hunting                                                  | Michael Bergman             |                            |
| 1991 | Le porte del silenzio (Door to Silence [Ing])            | Melvin Devereux             |                            |
| 1991 | Buck ai confini del cielo                                | Wintrop                     |                            |
| 1992 | Primary Motive                                           | Wallace Roberts             |                            |
| 1993 | Flynn'                                                   | Joe Stromberg               |                            |
| 1993 | Berlín´39                                                | Wieland                     |                            |
| 1993 | CIA II: Target Alexa                                     | Franz Kluge                 |                            |
| 1994 | Killing Obsession                                        | Albert                      |                            |
| 1994 | Red Scorpion 2                                           | Andrew Kendrick             |                            |
| 1994 | Deadly Weapon                                            | Sanders                     |                            |
| 1995 | The Dangerous                                            | Emile Lautrec               |                            |
| 1995 | Carnosaur 2                                              | Jack Reed                   |                            |
| 1995 | OP Center                                                | Bob Herbert                 |                            |
| 1995 | The Crossing Guard                                       | Bobby                       |                            |
| 1995 | The Takeover                                             | Greg                        |                            |
| 1995 | Fatal Choice                                             | Drury                       |                            |
| 1996 | White Squall (Tormenta blanca [Esp])                     | McCrea                      |                            |
| 1996 | One Good Turn                                            | Santapietro                 |                            |
| 1996 | Where Truth Lies                                         | Dr. Ian Lazarre             |                            |
| 1996 | American Strays                                          | Dwayne                      |                            |
| 1996 | The Mouse                                                | Bruce "The Mouse" Strauss   |                            |
| 1997 | Little Boy Blue                                          | Ray West                    |                            |
| 1997 | Firestorm                                                | Brinkman                    |                            |
| 1997 | Amnesia                                                  | Tim Bishop                  |                            |
| 1997 | Hollywood Safari                                         | Deputy Rogers               |                            |
| 1997 | Hostile Intent                                           | Bear                        |                            |
| 1997 | Et hjørne af Paradis                                     | Padre Louis                 |                            |
| 1997 | Managua                                                  | Dennis                      |                            |
| 1997 | Ultimo taglio                                            | Leo                         |                            |
| 1997 | Notti di paura                                           | Paola                       |                            |
| 1998 | Club Vampire                                             | Zero                        |                            |
| 1998 | The Thin Red Line (La delgada línea roja [Esp])          | Sgt. McCron                 |                            |
| 1998 | Centurion Force                                          |                             |                            |
| 1999 | Frontline                                                | Capitán Wolfgang Mueller    |                            |
| 1999 | Message in a Bottle (Mensaje en una botella [Esp])       | Johnny Land                 |                            |
| 1999 | Summer of Sam                                            | Simon                       |                            |
| 1999 | Ghost Soldier                                            |                             |                            |
| 2000 | The Virginian                                            | Steve                       |                            |
| 2000 | Christina's House                                        | James Tarling               |                            |
| 2000 | They Nest                                                | Jack Wald                   |                            |
| 2001 | Dead Man's Run                                           | Carver                      |                            |
| 2001 | Burning Down the House                                   | Jake Seiling                |                            |
| 2002 | Redemption of the Ghost                                  | Sheriff Rollie Burns        |                            |
| 2002 | The Anarchist Cookbook                                   | Johnny Red                  |                            |
| 2003 | Intoxicating                                             | William Shanley             |                            |
| 2003 | Easy Sex                                                 | Frank Iverson               |                            |
| 2003 | Shortcut to Happiness                                    | Johnny                      | No acreditado              |
| 2004 | Fallacy                                                  | Heathcliff                  |                            |
| 2004 | Admissions                                               | Harry Brighton              |                            |
| 2004 | Downtown: A Street Tale                                  | H2O                         |                            |
| 2005 | Iowa                                                     | Irv Huffman                 |                            |
| 2005 | Confessions of a Pit Fighter                             | McGee                       |                            |
| 2005 | The New World                                            | Savage                      |                            |
| 2006 | Kill Your Darlings                                       | Rock                        |                            |
| 2006 | The Drop                                                 | Sr. Zero                    |                            |
| 2006 | Shut Up and Shoot!                                       | Marty Pearlheimer           |                            |
| 2007 | The Attic                                                | Graham Callan               |                            |
| 2008 | The Grift                                                | William Bender              |                            |
| 2008 | From a Place of Darkness                                 | Vic                         |                            |
| 2008 | Boiler Maker                                             | JJ                          |                            |
| 2008 | The Coverup                                              | Thomas Thacker              |                            |
| 2008 | The Golden Boys                                          | Web Saunders                |                            |
| 2008 | The Violent Kind                                         | George Malloy               |                            |
| 2009 | Anytown                                                  | News Producer               |                            |
| 2009 | Handsome Harry                                           | Peter Rheems                |                            |
| 2009 | Qi chuan xu xu                                           | Frank Dreibelbis            |                            |
| 2009 | Buffalo Bushido                                          | Vendetti                    |                            |
| 2009 | Remembering Nigel                                        | Himself                     |                            |
| 2009 | The Red Canvas                                           |                             |                            |
| 2010 | Dreamkiller                                              | Agente Barnes               |                            |
| 2010 | Bereavement                                              | Ted                         |                            |
| 2010 | A Small Town Called Descent                              | Padre Scully                |                            |
| 2010 | Bed & Breakfast                                          | Sr. Harvey                  |                            |
| 2010 | The Right to Bear Arms                                   | Brutal Magnus               |                            |
| 2011 | Colombian Interviews                                     | James                       |                            |
| 2011 | The Last Gamble                                          | John                        |                            |
| 2011 | Nichirin no isan                                         | Douglas MacArthur           |                            |
| 2011 | The Orphan Killer                                        | Detective Walker            |                            |
| 2011 | Hit List                                                 | Walter Murphy               |                            |
| 2011 | Assasins' Code                                           | Arlo                        |                            |
| 2012 | Sweetwater                                               | Calvin Kabral               |                            |
| 2012 | The Black Dove                                           | Jake Williams               |                            |
| 2012 | Sins Expiation                                           | Padre Karl                  |                            |
| 2012 | Art Of Submission                                        | Harbin Rask                 |                            |
| 2013 | Open Road                                                | Carl                        |                            |
| 2013 | The Sorrow Man                                           | Padre Bill                  |                            |
| 2013 | Real Gangsters                                           | Ted Roberts                 |                            |
| 2013 | Gemini Rising                                            | Manning                     |                            |
| 2013 | Awakened                                                 | Jack Winston                |                            |
| 2013 | A Star for Rose                                          | Mort                        |                            |
| 2013 | Defending Santa                                          | Juez Willis                 |                            |
| 2013 | 7E                                                       | Paul                        |                            |
| 2013 | Discarded                                                | Jay                         |                            |
| 2014 | Bullet                                                   | Gobernador Johnson          |                            |
| 2014 | Fort Bliss                                               | Mike Swann                  |                            |
| 2014 | See How They Run                                         | The Codger                  |                            |
| 2014 | The Lookalike                                            | William Spinks              |                            |
| 2014 | Cry of the Butterfly                                     | William Berman              |                            |
| 2014 | The Big Fat Stone                                        | Robert Tanninger            |                            |
| 2014 | Nephilim                                                 | Father Samuel               | Voz                        |
| 2015 | The Sparrows: Nesting                                    | Marvin                      |                            |
| 2015 | We Will Be the World Champions                           | William Jones               |                            |
| 2015 | Tales of Halloween                                       | Capt. J.G. Zimmerman        | Segmento: "Bad Seed"       |
| 2015 | Beverly Hills Christmas                                  | Sr. Winters                 |                            |
| 2015 | Sensory Perception                                       | Presidente de Tierra Unida  |                            |
| 2016 | Last Call at Murray's                                    | Bennett                     |                            |
| 2016 | Teen Star Academy                                        | Burt                        |                            |
| 2016 | Texas Heart                                              | Carl                        |                            |
| 2016 | In Dubious Battle                                        | Dan                         |                            |
| 2016 | American Romance                                         | Emery Reed                  |                            |
| 2016 | Everglades                                               |                             |                            |
| 2016 | Dead South                                               | Stokes                      |                            |
| 2017 | Gates of Darkness                                        | Joseph                      |                            |
| 2017 | Povratak                                                 | Covek u crnom odelu         |                            |
| 2017 | Impuratus                                                | Heysinger                   |                            |
| 2017 | The Neighborhood                                         | Vito Bello                  |                            |
| 2017 | Torch                                                    | August Lewin                |                            |
| 2017 | Spreading Darkness                                       | Brett                       |                            |
| 2017 | Fake News                                                | Presidente Wayne Walker     |                            |
| 2017 | Dvizhenie vverkh (Going Vertical [Ing])                  | Hank Aiba                   |                            |
| 2017 | Untitled Livi Zheng Project                              | Frank                       |                            |
| 2017 | Hold On                                                  | Dr. Siedhoff                |                            |
| 2017 | Empire of the Sharks                                     | Ian Fien                    |                            |
| 2018 | The Dog of Christmas                                     | Ron                         |                            |
| 2018 | Down's Revenge                                           | Dr. Sorkin                  |                            |
| 2018 | Betrayed                                                 | Alcalde Alderman            |                            |
| 2018 | 40 and Single                                            | Stewart Temple              |                            |
| 2018 | Mission Possible                                         | Capitán Ted                 |                            |
| 2018 | American Exit                                            | Actor                       |                            |
| 2018 | Heavenly Deposit                                         | Donald                      |                            |
| 2018 | The Islands                                              | Henry Thornton              |                            |
| 2018 | War Photographer                                         | Epifano                     |                            |
| 2018 | A Medicine for the Mind                                  | Martin                      | Corto                      |
| 2018 | Easy Way Out                                             | Dr. Ernest Brown            | Corto. Productor ejecutivo |
| 2018 | 6 Children & 1 Grandfather                               |                             |                            |
| 2019 | Followed                                                 | Wallace Fleischer           |                            |
| 2019 | The Last Full Measure                                    | Kepper                      |                            |
| 2019 | Spinning Dry                                             | Frank Manghetti             |                            |
| 2019 | Ovid and the Art of Love                                 | Augustus                    |                            |
| 2020 | Karma                                                    | Narrador                    |                            |
| 2021 | Insight                                                  | Frank                       |                            |
| 2021 | Lockdown                                                 | Narrador                    |                            |

- The Amateur (1981)
- Descubriendo a John Cazale (I Knew It Was You: Rediscovering John Cazale) (2009)

### Televisión
| Año       | Título                                              | Personaje                  | Notas                                                                           |
| --------- | --------------------------------------------------- | -------------------------- | ------------------------------------------------------------------------------- |
| 1974      | All the Kind Strangers                              | Peter                      | Película de televisión                                                          |
| 1975      | John O'Hara's Gibbsville                            | Jim Malloy                 | Película de televisión                                                          |
| 1976      | Gibbsville                                          | Jim Malloy                 | Serie                                                                           |
| 1982      | Coming Out of the Ice                               | Victor Herman              | Película de televisión                                                          |
| 1984      | Silent Witness                                      | Kevin Dunne                | Película de televisión                                                          |
| 1991      | Mountain of Diamonds (La montaña de diamante [Esp]) | Blaine                     |                                                                                 |
| 1993      | Daybreak                                            | Presidente                 | HBO                                                                             |
| 1994      | Tales from the Crypt'                               | Benny                      | Temprano hecho para serie de cable. Episodio: "Revenge is the Nuts" (T6, Epi 5) |
| 1995      | The X-Files                                         | Henry Trondheim            | Episodio: "Død Kalm"                                                            |
| 1995      | The Outer Limits                                    | Lucas                      | Episodio: "The Conversion"                                                      |
| 1996      | Walker Texas Ranger                                 | Sargento Mayor Tom Hawkins | Serie                                                                           |
| 1997      | Before Women Had Wings                              | Billy Jackson              | Película de televisión                                                          |
| 1998      | Lost Souls                                          | Victor Robinson            | UPN Original Movie                                                              |
| 1999      | The Jack Bull (El precio de la justicia [Esp])      | Slater                     | Película de televisión                                                          |
| 1999      | Star Trek: Voyager                                  | Captain Rudy Ransom        | Episodio: "Equinox" de 2 partes                                                 |
| 2000-2001 | Dark Angel                                          | Donald Lydecker            | Serie                                                                           |
| 2003–2005 | Carnivàle                                           | Henry "Hack" Scudder       | Serie                                                                           |
| 2004      | Law and Order: Criminal Intent                      | Mark Farrell               | Serie                                                                           |
| 2004      | Alien Lockdown                                      | Dr. Woodman                | Película de televisión                                                          |
| 2004      | Sucker Free City                                    | Anderson Wade              | Película de televisión                                                          |
| 2005      | Love's Long Journey                                 | Trent                      | Película de televisión                                                          |
| 2009      | Fringe                                              | Andre Hughes               | Episodio: "Night of Desirable Objects"                                          |
| 2014      | Bermuda Tentacles                                   | Presidente DeSteno         | Película de televisión                                                          |
| 2014      | Cleaners                                            | Marcus Walker              | Serie                                                                           |
| 2017      | Twin Peaks                                          | Detective Clark            | Serie                                                                           |
| 2018      | Goliath                                             | Mickey                     | Serie                                                                           |
| 2018      | Torque                                              | Agent Curtis               | Serie                                                                           |

- Scoop (1992) - Miniserie
- Cleaners (2014)